# Eugene Minkowski
Eugène Minkowski (1885-1972) var en fransk psykiater, der var af jødisk og polsk oprindelse. Han regnes gerne som en af grundlæggerne af fænomenologisk psykiatri og Eksistentiel psykiatri.
Minkowski blev kendt for sit arbejde med at indarbejde fænomenologien i studiet af psykopatologi. Særligt vigtigt var hans arbejde med at udforske forestillingen om "levet tid" , og dens betydning for psykiske lidelser. Han var studerende af psykiateren Eugen Bleuler, og han arbejdede i en periode sammen med psykiateren Ludwig Binswanger.

## Bøger på fransk
- La Notion de perte contact vital avec la réalité et ses applications en psychopathologie (Paris: Jouve, 1926)
- La schizophrénie: Psychopathologie des schizoïdes et des schizophrènes (Paris: Payot, 1927). 2nd, revised and augmented, edition (Paris: Desclée de Brouwer, 1953).
- Le Temps vécu. Étude phénoménologique et psychopathologiques (Paris: D'Artrey, 1933)
- Vers une cosmologie. Fragments philosophiques, (Paris: Aubier-Montaigne, 1936)
- Traité de psychopathologie (Paris: Presses Universitaires de France, 1968)
- Au-delà du rationalisme morbide (Paris: L'Harmattan, 2000)
- Écrits cliniques, (Eres, 2002)

## Bøger på engelsk
- Lived Time: Phenomenological and Psychopathological Studies, trans. by Nancy Metzel, Northwestern University Press, Evanston. 1970.